# Alberto Buela
Alberto Buela Lamas (Buenos Aires, 1946) es un filósofo y escritor existencial argentino con marcada influencia de la fenomenología, discípulo de Pierre Aubenque e investigador acerca de Aristóteles. Además ha trabajado temas específicos como: América y el problema de la identidad, el pensamiento nacional iberoamericano, la teoría del disenso, la metapolítica, la ética aretaica, la idea de comunidad organizada y la filosofía en Argentina.

## Biografía
Realizó sus estudios en la Universidad de Buenos Aires, donde se licenció en Filosofía en el año 1972. Se licenció de nuevo en 1981 por la Universidad de París, en la que obtuvo el doctorado en 1984.
Su producción filosófica nace con la publicación en forma de libro de su tesis de licenciatura acerca de El ente y los trascendentales (1972).
Sufre Buela, un paréntesis obligado en su producción que dura siete años (1976-1983), durante la dictadura militar en Argentina.
En 1981 viajó a Bruselas, con un billete de avión pagado por la CGT argentina, en ese momento clandestina, llevando la representación de la Central Sindical ante la OIT, y se quedó en París donde fue aceptado por el profesor Pierre Aubenque para hacer el doctorado en la Sorbona con una tesis sobre el Fundamento metafísico de la ética en Aristóteles, publicado luego en forma de libro en 1986. Realizó, con motivo de esta tesis, la primera traducción al castellano del Protréptico de Aristóteles, publicada por vez primera en 1983 y en segunda edición en 1992.
De regreso de Francia en 1983, comenzó la etapa del pensamiento americano que dura hasta el presente. Trabajos como El Sentido de América (1990), con prólogo del historiador de la filosofía argentina Alberto Caturelli; su obra sobre Pensadores Nacionales Iberoamericanos (1992), publicada por el Congreso de la Nación con motivo de la Cumbre de Mandatarios Iberoamericanos en Salvador –Bahía (Brasil), Ensayos Iberoamericanos (1994) e Hispanoamérica contra Occidente (1996), publicado este último en Madrid. Intercalados entre estos trabajos tenemos las publicaciones de cátedra: Epítome de Antropología (1993) y Estudios Griegos (1998).
Finalmente Buela fundó y dirigió desde 1994 a 1999 la primera revista iberoamericana de metapolítica, disciplina de la que es precursor en América y sobre la que está trabajando actualmente para imponerla dentro de la curricula universitaria. Fruto de este postrer trabajo es su libro Ensayos de Disenso, Barcelona, (1999), que lleva el prólogo del filósofo peruano Alberto Wagner de Reyna, introductor de Martin Heidegger en lengua española.
Es el principal creador y divulgador en Iberoamérica de la metapolítica como ciencia interdisciplinaria que tiene por objeto el estudio de las grandes categorías que condicionan la acción política de los partidos y gobiernos. Actualmente, ha realizado ponencias conjuntas con Aleksandr Duguin y Alain de Benoist.

## Resumen de ideas del autor
"ALGUNOS ASPECTOS DE MI PENSAMIENTO
                                                                               Alberto Buela(*)
A pedido de algunos jóvenes profesores de filosofía y otros estudiantes adelantados escribo, según mi criterio, cual ha sido el desarrollo de algunas de mis ideas más significativas.
I) Dejando de lado mi tesis de licenciatura en la UBA (terminé en diciembre de 1972) el primer tema que me apasionó fue el de América y el de nuestra identidad.
Esto recién fue publicado en 1984 en París como escrito conjunto junto con Guillaume Faye, Alain de Benoist y Julien Freund. Luego como libro en Buenos Aires en 1990, por Federico Pedro Russo, caudillo de la Matanza. Finalmente en 1996 en Madrid por la editorial Barbarroja editó Hispanoamérica contra Occidente y la última edición la realizó el CeeS (centro de estudios suramericanos de la CGT en 2022).
Allí sostengo que el hombre, o mejor, la conciencia del hombre americano está constituida por la simbiosis de dos cosmovisiones diferentes, la bajo medieval arribeña y la india autóctona; una aporta el valor de la palabra empeñada, el progreso como idea, el paso de lo peor a lo mejor y no como ideología, el sentido jerárquico de la vida y las cosas y la objetividad de los valores. La otra aporta el sentido ontológico de tiempo como maduración con las cosas diferente del time is money y de la contracción al trabajo de los europeos.
Esta conciencia dio por resultado durante tres siglos al tipo humano del gaucho en Argentina, Uruguay y parte sur del Brasil, el llanero en Colombia y Venezuela, el montubio en Ecuador, al pila en Paraguay, el cholo en Argentina, Bolivia y Perú, el huaso en Chile, el borriqueño en Puerto Rico, el charro en México, el ladino en Guatemala y otros.
En cuanto a América mi tesis es que dado que todos somos en ellas inmigrantes desde los primeros indios que llegaron por el estrecho de Bering hasta los últimos chinos y coreanos, los que llegamos a ella lo hicimos desde la guerra, la persecución, el hambre, desde la imposibilidad de ser plenamente hombres buscando un destino superior, entonces América debe de ser entendida como “lo hóspito”. Como la gran matriz que recibe a todo aquel que quiera habitarla y fecundarla. Es por ello que el carácter de americano no lo dan ni los apellidos ni la cédula de identidad, sino que americano “hay que hacerse”.
II) El segundo tema fue la búsqueda de un pensamiento nacional iberoamericano en la creencia que existió y existe. En ello me ayudaron muchísimo las enseñanzas de José Luis Torres para el sur de América y del pensador nicaragüense Julio Ycazas Tijerino, pues el primero en sus charlas sobre Sandino, Paz Estensoro, Carlos Montenegro,  Augusto Céspedes, José Vargas Vila, y el segundo a través de la lectura de sus libros sobre Hispanoamérica y sus cartas, donde me alentó en un trabajo de largo aliento que salió publicado como Pesadores nacionales iberoamericanos en dos gruesos tomos por la imprenta del Congreso de la Nación con motivo del quinto centenario en 1992. Además está en nuestro libro Pensamiento de Ruptura (2008 y 2022).
III) La teoría del disenso que fuera publicada por primera vez en 2004 y que salió como libro en España en 2016, Argentina, 2020 y Chile 2021 la fui elaborando durante el lustro que fundé y dirigí la revista Disenso de 1994 a 1999. Además en el 2000 tuve la oportunidad de participar en la mesa de consenso que convocó la Iglesia argentina ante el caos de ese momento.
Allí pude comprobar in situ que aquello que caracteriza el consenso es que la decisión está tomada antes que la deliberación cuya consecuencia es la parodia de deliberar cuando allí “el otro” no es más que una demorada negación, que se realiza tomándolo “como sí” pensara. Me recordó el “como sí” kantiano del vano imperativo categórico. En este sentido el disenso rompe el simulacro de la mentalidad ilustrada de “hacer como si tengo en cuenta al otro” por una exigencia civilizada cuando en realidad lo que busco es distanciarme sin que se de cuenta.
El disenso es antes que nada una disposición existencial que nos permite; primero, afirmarnos en lo que somos, y después, ofrecer una versión y visión a lo dado y establecido, al statu quo reinante. Por lo tanto, no es un pensamiento negativo sino más bien alternativo, puede mostrar otro sentido, muy útil para el mejoramiento de la democracia formal que padecemos, como mostró el profesor español Maguerza.
El disenso tiene etapas, pasos, momentos, caminos que recorre. Nace como disposición existencial con la preferencia de nosotros mismos, sigue con la pregunta ¿desde dónde? lo que llamamos genius loci (clima, suelo y paisaje), la situación y busca su sentido en la tradición nacional que se encarna. Son estos los tres pasos indispensables en la construcción genuina del disenso de lo contrario solo queda en rebeldía o transgresión.
Pero en disenso no es un fin en sí mismo sino un medio para que su ejercicio nos permite llegar a la concordia con el otro y en política a la concordia interior de la nación fin de esta actividad.
IV) La Metapolítica como disciplina que estudia las grandes categorías que condicionan la acción política nace al tiempo que publicamos la revista Disenso.
En ellas estudiamos los grandes conceptos vigentes que condicionan la política de nuestro tiempo: pensamiento único, derechos humanos, consenso, memoria, progreso, consumo, crisis, multiculturalismo y otros. A los que proponemos otro sentido: pensamiento alternativo, derechos de los pueblos, disenso, historia, decrecimiento, austeridad, decadencia, interculturalismo y otros.
Es otro objeto de la metapolítica el rescate de la política pública frente a la criptopolítica o política de los lobbies o grupos de poder.
Para ello proponemos una hermenéutica disidente porque partimos del disenso como método de la metapolítica, según el cual buscamos otro sentido al des-orden político-social que padecemos. Su lema podría ser opposer pour penser.
Esta propuesta quedó reflejada en nuestro libro Epítome de Metapolítica (2022).
V) La ética de las virtudes o ética existencial nace ante la anomia que rige el mundo contemporáneo donde, al menos en Occidente, nadie cree en nada. En un mundo donde cada uno hace lo que quiere y donde no existe ninguna certeza. Es más, la única certeza es la incerteza.
Esta ética tiene un antecedente en Max Scheler y su primerizo trabajo Rehabilitación de la virtud (1913) pero que adquiere su desarrollo a partir de la segunda mitad del siglo XX con autores como Bollnow, Polo, Pieper o Niebuhr en el continente y Ascombe en Inglaterra. Pero es el filósofos escocés sito en Estados Unidos, Alasdair MacIntyre quien le dio su espaldarazo en 1981 con su libro Tras la virtud.
La ética de las virtudes tiene como mensaje y objetivo el afirmar que la única posibilidad de ser un hombre bueno es practicar la virtudes y para ello se necesita su ejercicio y práctica cotidiana para la formación del carácter. Más que a la definición del bien obliga a atender a la pluralidad de formas del bien. La virtud forma así una segunda naturaleza.
La ética de las virtudes busca rescatar al hombre de hoy que extraviado en su individualismo exacerbado del “yo deseo” expresado en el “entonces yo consumo”, puede sublimar su individualismo a través del ejercicio de la virtud.
Nos explicamos. Los deberes son transferibles pero las virtudes no. Nadie es virtuoso porque sus padres o maestros lo sea, eso puede crear una predisposición pero no virtud. Enrique IV decía: uno no es noble por ser hijo de nobles sino por realizar actos nobles.
La virtud se puede explicar como una obligación a realizar como lo han hecho los miles de tratados al respecto pero eso no da virtud sino que ésta impone una ascesis, un ejercicio perseverante.
El sujeto contemporáneo es un gran individualista que dejó de realizar actos por deber, que niega el deber, y la única posibilidad moral es elevar su individualismo por el ejercicio de la virtud.
Pero entonces ¿qué es la virtud sino es un simple postulado moral o la obediencia a la ley como postulaba Kant? Es “la conciencia de dominio y de poder sobre uno mismo para obrar lo justo y lo bueno.
La práctica de la virtud obliga, es la obligazón, la ligazón que por debajo y que encuentra en la virtud su fundamento.
Esta conciencia de dominio y de poder no se limita al control de los vicios (virtudes malas) sino que se refiere a la preferencia de uno mismo. Como afirma el filósofo español don Leonardo Polo: “el virtuoso no aspira a querer algo sino a quererlo mejor. No solo puede ser libre sino que puede ser “más libre”.
Esta es la gran paradoja de la ética: el hombre es bueno cuando realiza actos buenos, y realiza actos buenos porque es bueno. Él es el spoudaios de Aristóteles que es “el canon(la norma) de sí mismo”. Y esto le viene como anillo al dedo al sujeto contemporáneo. Ese tema lo tratamos en Virtudes contra Deberes (2022).
VI) La idea política de Comunidad Organizada, que tratamos en los libros Aportes al pensamiento nacional(1987)  y Teoría del Peronismo(2011 y 2023),  presenta dos lecturas posibles: Como sistema social a construir y como sistema de poder.
a) Como sistema social sostiene que el pueblo suelto, aislado, atomizado no existe. Sólo existe el pueblo organizado y como tal se transforma en factor concurrente en los aparatos del Estado que le son específicos a cada organización libre del pueblo o cuerpos intermedios en la jerga sociológica.
b) Como sistema de poder sostiene que el poder procede del pueblo que se expresa a través de sus instituciones intermedias. Ni el poder procede del gobierno ni del Estado. Ni el pueblo delega su poder en las instituciones del Estado.
Estas dos lecturas constituyen el círculo hermenéutico que explica la idea de Comunidad Organizada. El pueblo como pueblo organizado crea un sistema social que genera un poder político real (no virtual como la parodia democrática: Un hombre igual aun voto) que le permite la recreación permanente de un sistema social para el logro de la "buena vida" (Aristóteles, Ética Nicomaquea. 1323,b 2).
El presupuesto ideológico de la C.O. es su populismo que consiste en: 1) considerar al pueblo como fuente principal de inspiración. 2) Término constante de referencia y 3) depositario exclusivo de valores positivos. Su hipótesis es que la mayoría siempre tiene razón.
Mientras que la crítica política que se desprende de la C.O. es que las instituciones formales del Estado demoliberal no alcanzan a expresar las demandas auténticas de los pueblos.
La  proposición sobre la que se apoya la idea de C.O. está enunciada en lo que se ha dado en llamar las veinte verdades peronistas, cuando en la decimonovena, se afirma que: "Constituimos un gobierno centralizado, un Estado organizado y un pueblo libremente organizado".
La explicitación de esta proposición la hace Perón en su libro "Política y Estrategia" cuando afirma: "El Justicialismo concibe al Gobierno como el órgano de la concepción y planificación, y por eso es centralizado; al Estado como organismo de la ejecución, y por eso es descentralizado; y al pueblo como el elemento de acción, y para ello debe también estar organizado. Los tres factores, gobierno, Estado y pueblo deben actuar armónicamente coordinados y equilibradamente compensados en la ejecución de la misión común. Para que ello ocurra, son necesarias una subordinación ajustada y absoluta del Estado al Gobierno y una colaboración y cooperación inteligentes, de las distintas fuerzas del pueblo con el gobierno y las instituciones estatales". 
De modo que vemos acá como Perón les fija la función a las organizaciones libres del pueblo, es decir, a las denominadas técnicamente entidades intermedias, sosteniendo que ellas deben ser factores concurrentes en los aparatos del Estado, de modo tal que no sean absorbidas por él, como en el caso del fascismo, ni que tampoco sean elementos de presión en su contra, para la toma del poder político, como es el caso del marxismo, cuando aún no lo ha conquistado.
El carácter de factor concurrente de los organismos del pueblo, en tanto que elementos de acción, obliga a éstos a trabajar en el ámbito preciso de su representación natural. 
VII) En cuanto a la filosofía en Argentina, está mi libro Filosofía argentina, una visión disidente, Oviedo-España, 2024 cuyo hilo conductor comienza por el poema heroico Argentina de Martín del Barco Centenera de 1602, en donde cubre el primer cuarto de siglo de los esfuerzos españoles en colonizar aquello que después sería nuestro territorio. Y al mismo tiempo denuncia a los piratas ingleses Francis Drake y Thomas Cavendish, como preludio de quienes se transformarán en nuestros enemigos históricos: los ingleses.
Este dato liminar es fundamental para hacer en forma genuina filosofía desde Argentina. El que deje de lado esta enseñanza primera puede hacer filosofía para la humanidad, que como sostiene Kierkegaard “no tiene manos ni pies”.
Los manuales y estudios más renombrados sobre filosofía en nuestro país son los de Korn, Alberini, Romero, Farré, Torchia Estrada, Pró, Caturelli, Leocata y extranjeros como los de Sergio Sarti y Alain Guy  que están todos cortados por la misma tijera: a) el prejuicio que introdujo  Korn, al no considerar la filosofía pre independiente (salvo Caturelli),  b) adoptar la clasificación limitada, cuando no errónea, de Alberini por generaciones, c) distinguir falsamente entre filósofos y filósofos católicos, sosteniendo que sólo hacen filosofía los primeros (salvo Caturelli).
El caso emblemático es el de Anquín,que por ser católico no lo ponen a la altura de Virasoro o de Astrada cuando exponen el pensamiento existencial o el metafísico, siendo él, seguramente y de lejos, el mayor exponente argentino.
A estos estudios y manuales, el último de Leocata (2004), los continuaron una enorme cantidad de trabajos, monografías y artículos , donde casi todos continuaron con los prejuicios y preconceptos que introdujeron ab initio Korn, Alberini y Romero en orden la círculo interpretativo de la filosofía argentina.
Nosotros, después de más de cincuenta años de ejercicio de la filosofía y sin mayores pretensiones, solo quisimos mostrar que se puede ver la filosofía argentina con otros ojos, dando una versión distinta a la establecida oficialmente.
De del Barco Centenera sigue el hilo conductor en el período virreinal con José Peramás y su crítica al igualitarismo y de Domingo Muriel y la visión de Hispanoamérica como una ecúmene.
El siglo XIX comienza con el P.Castañeda y su Gauchi-político que criticó al ilustrado Rivadavia y el Dean Funes y su sentido de la historia, pasa por Alberdi y la filosofía en función de nuestras necesidades, Sarmiento y la descripción de la Argentina criolla y profunda, Facundo Zubiría y su filosofía del sentido común junto con José Hernández y nuestro poema épico el Martín Fierro, Juan Agustín García y su meditación sobre nuestra incultura, Joaquín V. Gonzalez y la tradición nacional, Ernesto Quesada en torno al criollismo, Mariano Freguiero y su economía autocentrada, Macedonio Fernández y su “ser sentido”.
Ya en el siglo XX, la generación del Centenario de 1910 y el despertar de nuestra conciencia nacional con la aparición del imperialismo norteamericano en la guerra de Cuba de 1898. Así encontramos a Leopoldo Lugones y su grande Argentina, Ricardo Rojas y su restauración nacionalista, Manuel Ugarte y su unión hispanoamericana, Manuel Gálvez y el solar de la raza, Alberto Rougés y su nacionalismo virtuoso, Saúl Taborda y la crisis espiritual de la Argentina.
Continúa este hilo conductor a través de la generación del 25 donde aparecen algunos de los pocos filósofos que tuvimos: Guerrero, Aybar, Castellani, Virasoro, de Anquín.
Luego la camada del 10 al 30 con los Kusch, Pró, Caturelli, Murena y Podetti y finalmente la del 30 al 50 donde se destacan Silvio Maresca, Máximo Chaparro y Josefina Regnasco. Nosotros nos excluimos por aquello que me enseñó mi padre: “nunca digas que sos gaucho, dejá que los otros lo hagan, si es que sos”.**
(*) arkegueta, aprendiz constante"
**Página: albertobuela.com.ar